# 霽月斎栄節
霽月斎 栄節（せいげつさい えいせつ、生没年不詳）とは、江戸時代の浮世絵師。

## 来歴
鳥文斎栄之の門人、霽月斎と号し作画期は寛政の頃とされる。肉筆美人画の作があるというが現在では不明。